# Les Quais d'Arenc

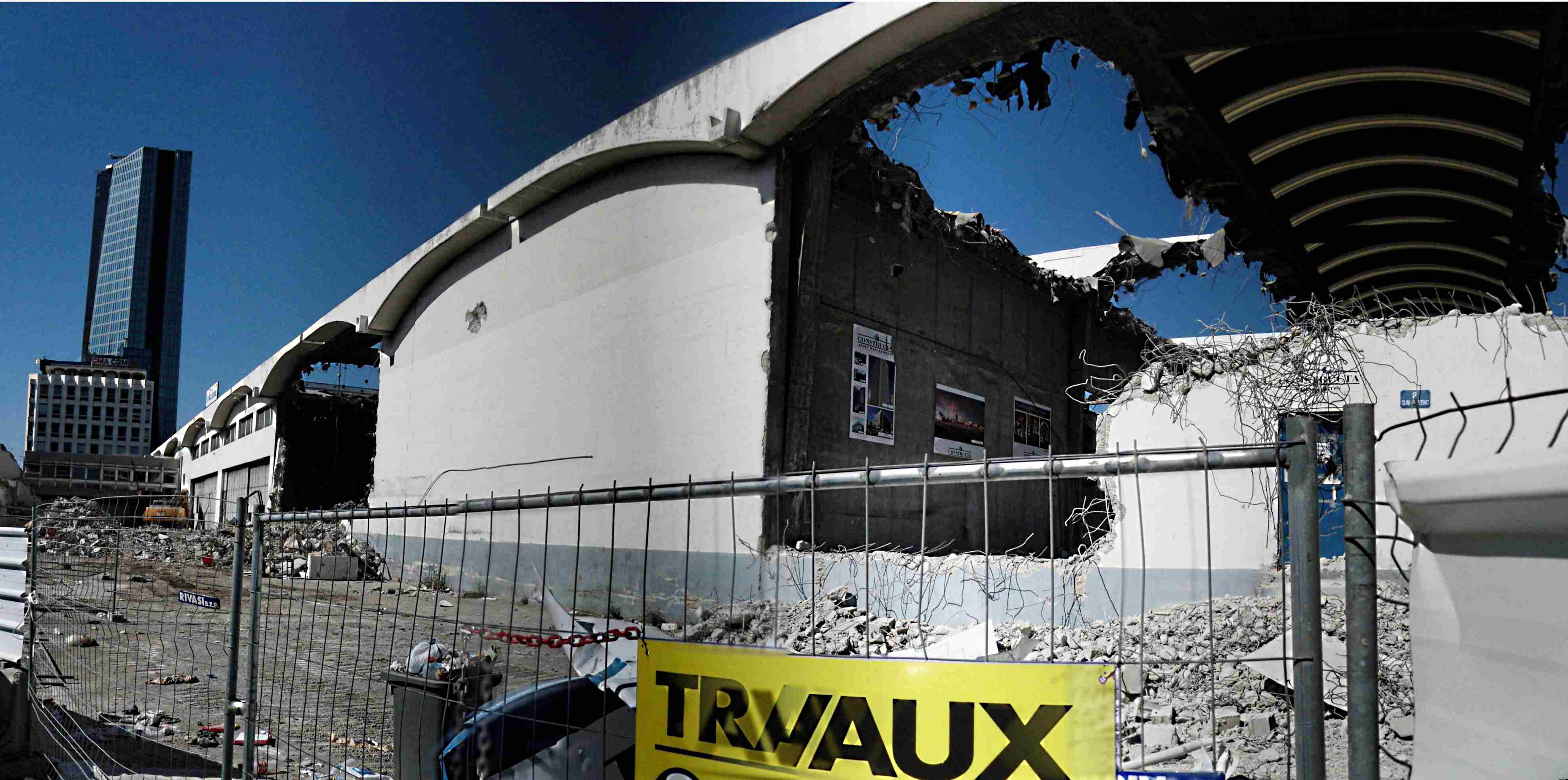
L'entrepôt Transcausse en démolition.

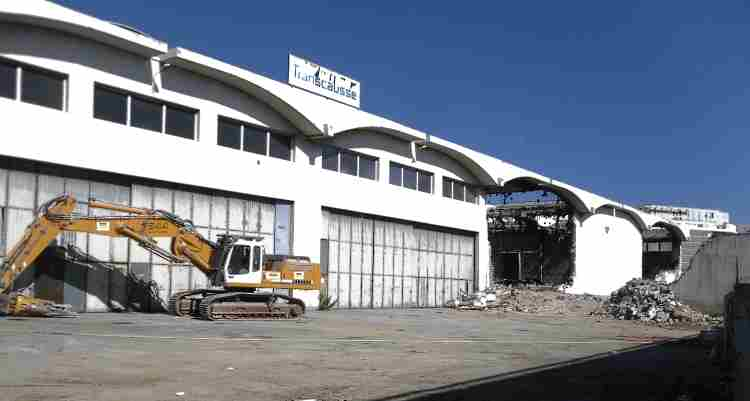
Ce hangar cédera sa place à quatre bâtiments plus modernes.

Les Quais d'Arenc est un quartier de bureaux et de logements conçu et partiellement réalisé dans le cadre du projet Euroméditerranée, dans le quartier d'Arenc à Marseille. 
Dans sa version initiale en 2002, le projet prévoyait trois tours de grande hauteur attribuées aux architectes Jean Nouvel (tour La Marseillaise), Yves Lion (tour Horizon) et Jean-Baptiste Pietri (tour H99), ainsi qu'un immeuble plus petit conçu par l'architecte Roland Carta (Le Balthazar), pour une surface totale de 94 000 m2. En 2016, le projet est ramené à deux tours de grande hauteur, celle d'Yves Lion étant remplacée par un immeuble plus petit conçu par l'architecte Jean-Baptiste Pietri (La Porte Bleue, ex H56).
Ce quartier est situé en continuité de l'ilot CMA CGM comportant notamment la tour CMA CGM et la tour Mirabeau. L'ensemble de ces deux ilots forme la « skyline des quais d'Arenc ». Celle-ci comportera à horizon 2025 4 des 7 plus grandes tours de Marseille[réf. nécessaire]. Les Quais d'Arenc sont également voisins du quartier Euromed Center.

## Chronologie
- 2002 : acquisition de la friche par le groupe Constructa
- 2004 : études de faisabilité et réalisation du plan de masse
- 2006 : sélection par Constructa des 4 architectes partenaires (Roland Carta, Yves Lion, Jean Nouvel et Jean-Baptiste Pietri) et début de la conception architecturale
- 2007 : rendu officiel des premières esquisses, études techniques et validation des projets
- 2008 : obtention d'un premier permis de construire
- 2010 : lancement du chantier (dont destruction des anciens entrepôts Transcausse) et début construction de l'immeuble Le Balthazar
- 2012 : première date initialement annoncée (en 2007) pour la livraison globale du projet
- 2014 : livraison du premier immeuble, Le Balthazar, et début construction du deuxième, la tour La Marseillaise
- 2016 : décision de renoncer à la tour Horizon et de la remplacer par l'immeuble La Porte Bleue
- 2018 : livraison de la tour La Marseillaise
- 2019 : début construction du troisième immeuble, La Porte Bleue
- 2023 : date prévisionnelle de livraison de La Porte Bleue et objectif annoncé pour le début des travaux de la tour H99
- 2025 : nouvel objectif annoncé pour la livraison de la tour H99

## Les bâtiments

### La Marseillaise
La tour de l'architecte Jean Nouvel est la plus haute du projet. Avec ses 135 mètres, elle se place juste derrière la tour CMA CGM qui, elle, mesure 147 mètres ; initialement, elle devait se situer également derrière les 140 mètres de la tour Icade, mais ce dernier projet a été annulé en 2009. En 2012 MPM a signé un bail pour 12 étages (16 000 m2) pour installer ses services, provoquant de nombreuses critiques,. La branche business du World Trade Center de Marseille occupera les 29e et 30e étages de la tour, pour un bail de 15 ans.
La première pierre a été posée le 17 décembre 2014. Puis pendant plus d'un an en attente le chantier a repris à l'été 2016 pour une inauguration en octobre 2018.
Les trois quarts des plateaux du bâtiment sont occupés et financés par des groupes publics ou des organismes étroitement liés aux marchés publics (Métropole, ville, chambre de commerce, Sodexo, etc.), partenaires du projet initial. Les seules entreprises privées sont Orange et Haribo, ce qui, d'après le magazine Capital, contredit le discours des aménageurs sur l’attractivité du quartier d’affaires Euroméditerranée,.

### Tour H99
La tour de Jean-Baptiste Piétri, d'une architecture moderne, devait mesurer 99 m. Elle devait avoir une surface de 17 000 m2 sur 27 étages, occupés intégralement par des logements de très haut standing (149 appartements dont certains aménageables à la carte). Le bâtiment devait aussi compter 317 places de stationnement. En mars 2013, 53 logements auraient été vendus. La construction aurait dû commencer en 2010,.
Le projet est remplacé en juillet 2023 par un autre, très similaire, appelé M99,.

### La Porte Bleue
Yves Lion avait initialement conçu une tour d'une hauteur de 113 m, avec 25 000 m2 de surface. D'usage mixte, elle devait abriter un hôtel de 200 chambres, une résidence de tourisme de 150 chambres et des logements de haut standing dans ses derniers étages. À la fin de l'année 2016,, une réduction de moitié de la hauteur de la tour et un nouveau nom sont annoncés. La tour Horizon s'appelle désormais La Porte Bleue et mesurera 56 mètres. 
Sa construction a démarré en juillet 2019 et la livraison est prévue pour septembre 2023.

### Le Balthazar
Un immeuble de bureaux par Roland Carta, de 31 mètres de hauteur sur huit niveaux. Seule partie du programme réalisée en 2015[réf. nécessaire], le bâtiment dispose de 8 900 m2, avec 2 commerces en pied et 150 places de stationnement.